# Cleddau (Nouvelle-Zélande)
Pour les articles homonymes, voir Cleddau.
La rivière Cleddau  (anglais : Cleddau River) est un cours d’eau, qui s’écoule au sud de Milford Sound, situé dans le sud-ouest de l'Île du Sud de la Nouvelle-Zélande, dans le district de Southland, dans la région de Southland, sur la côte ouest, qui donne sur la mer de Tasman et fait partie du parc national de Fiordland.

## Géographie
La Cleddau traverse le canyon The Chasm (Fiordland) (an).

## Étymologie
La rivière Cleddau est dénommée en référence au cours d'eau du même nom : le Cleddau dans le Pembrokeshire, au Pays de Galles.

## Affluents
L’un de ses affluents est la rivière Tutoko (rd).